# Diocèse de la Meurthe
Cet article court présente un sujet plus développé dans : Diocèse de Nancy.
Le diocèse de la Meurthe ou, en forme longue, le diocèse du département de la Meurthe est un ancien diocèse de l'Église constitutionnelle en France.
Créé par la constitution civile du clergé de 1790, il est supprimé à la suite du concordat de 1801. Il couvrait le département de la Meurthe. Le siège épiscopal était Nancy.